# Vyuha
Vyuha (en sánscrito:व्यूह, vyūha; formación, ordenación) se refiere a la manifestación del poder del dios Vishnu en el hinduismo (también el término se usa en el budismo), y aparece varias veces en los Pañcharatra.